# USS Guitarro (SS-363)
«Гітарро» (англ. USS Guitarro (SS-363)) – підводний човен військово-морських сил США типу «Гато», споруджений під час Другої Світової війни.  
Човен спорудила компанія Manitowoc Shipbuilding Company на верфі у Манітовоку, штат Вісконсин. Первісно «Гітарро» мали виконати як субмарину класу «Балао», проте вісконсинська верф не отримала вчасно необхідні креслення.  
Після проходження випробувань на озері Мічиган, «Гітарро» по внутрішніх водних шляхах провели до устя Міссісіпі, а 17 квітня 1944-го човен прибув до Перл-Гарбору, де увійшов до складу Тихоокеанського флоту.

## Походи
Всього човен здійснив п’ять бойових походів

### 1-й похід
7 травня 1944 «Гітарро» вийшов з Перл-Гарбору та попрямував до району бойового патрулювання на схід від Формози, де потопив вантажне судно та фрегат «Авадзі». 19 – 21 червня човен зайшов до австралійського порту Дарвін, а 27 червня досягнув бази у Фрімантлі на західному узбережжі цього континенту.

### 2-й похід
Тривав з 21 липня по 8 вересня 1944-го та завершився поверненням до Фрімантлу. «Гітарро» діяв у Південнокитайському морі біля західного узбережжя островів Лусон та Міндоро та у трьох різних епізодах потопив фрегат «Кусакакі», вантажне і вантажопасажирське судна. 27 серпня в районі за півтора десятка кілометрів на північ від острова Бусуанга (острови Каламіан, котрі лежать між Міндоро та Палаваном) човен через недостатність глибин для торпедної атаки сплив та використав артилерію проти конвою із трьох невеликих танкерів і зміг знищити один з них – або Нансін-Мару №27, або Нансін-Мару № 25 (існує також версія, що були втрачені обидва ці судна, при цьому одне затонуло, а інше викинулось на берег).

### 3-й похід
Тривав з 8 жовтня по 16 листопада 1944-го та завершився поверненням до Фрімантлу. «Гітарро» діяв у Південнокитайському морі біля західного узбережжя островів Лусон і в ніч з 23 на 24 лютого виявив у протоці Міндоро (розділяє згадані вище острови Міндоро та Бусуанга) головне ударне з’єднання адмірала Куріти, котре прямувало для протидії десанту на острів Лейте. Передана розвідувальна інформація мала важливе значення для підготовки американського командування до вирішальної битви з японським флотом. 
Тим часом «Гітарро» утворив «вовчу зграю» разом з підводними човнами Bream та Raton і розпочав дії проти ворожого судноплавства. 31 жовтня за півтори сотні кілометрів на північний захід від Маніли він потопив два транспорти. 4 листопада дещо північніше, біля входу до затоки Дасол, «Гітарро» разом з «Брім» та «Рей» знищив судно «Каго-Мару». А ще через два дні за три десятки кілометрів на північ він взяв участь у масованій атаці на важкий крейсер «Кумано», який був пошкоджений в битві у затоці Лейте та витратив певний час на терміновий ремонт у Манілі, а тепер прямував до Японії. Підводні човни «Гітарро», Bream, Raton та Ray послідовно випустили 23 торпеди, біля половини з яких потрапили у ціль (з них 9 пусків та 3 попадання належали саме «Гітарро»). Хоча «Кумано» не затонув одразу і його змогли відбуксирувати до узбережжя, за два тижні крейсер був там остаточно добитий авіацією.

### 4-й похід
Тривав з 11 грудня 1944-го до 15 березня 1945-го та завершився поверненням до Фрімантлу (така велика тривалість пояснюється тим, що «Гітарро» у другій половині січня заходив для ремонту на острів Міос-Военді (північніше від узбережжя Нової Гвінеї біля острова Біак). Човен діяв у Південнокитайському морі, проте не зміг збільшити свій бойовий рахунок.

### 5-й похід
9 квітня 1945-го «Гітарро» вирушив на бойове патрулювання в район Сінгапуру. 20 квітня він виставив міни біля північного узбережжя Суматри в протоці Бергала (відділяє Суматру від острова Сінґкеп), на яких, ймовірно, 30 квітня підірвався та затонув танкер Юно-Мару (2345 тон). 27 травня човен зайшов для бункерування на острів Сайпан (Маріанські острови), а 8 червня прибув до Перл-Гарбору. Далі він вирушив для ремонту до Сан-Франциско, де й застав завершення війни.

## Післявоєнна доля
Вже у грудні 1945-го човен вивели в резерв. У лютому 1952-го «Гітарро» знову активували та використовували наступні півтора роки, допоки у вересні 1953-го не відправили на верф для модернізації зі встановленням шноркеля. 
З травня 1954-го човен використовували для навчання турецьких моряків. А в серпні того ж року передали до ВМС Туреччини, де він отримав назву «TCG Preveze» (S22, в подальшому S340).
4 травня 1972-го човен вивели з експлуатації та перейменували у «Ceryan Botu №4», після чого до вересня 1983-го він використовувався на військово-морській базі Gölcük для підзарядки батарей.

## Бойовий рахунок
| Дата       | Назва                                          | Тип                 | Тоннаж | Місце            |
| 30.05.1944 | Сісен Мару                                     | вантажне            | 2201   | 24°30'N 122°30'E |
| 02.06.1944 | Авадзі                                         | фрегат              | 900    | 22°34'N 121°51'E |
| 07.08.1944 | Кусакакі                                       | фрегат              | 900    | 14°51'N 119°59'E |
| 10.08.1944 | Сіней Мару                                     | вантажне            | 5135   | 16°17'N 119°46'E |
| 21.08.1944 | Уга Мару                                       | вантажопасажирське  | 4433   | 13°23'N 120°19'E |
| 27.08.1944 | Нансін Мару №27                                | танкер              | 834    | 12°28'N 119°57'E |
| 31.10.1944 | Комей Мару                                     | вантажне            | 2857   | 15°17'N 119°49'E |
| 31.10.1944 | Пасифік Мару                                   | вантажопасажирське  | 5872   | 15°17'N 119°49'E |
| 04.11.1944 | Кагу-Мару (разом з Bream та Ray)               | вантажо-пасажирське | 6806   | 15°54'N 119°45'E |
| 06.11.1944 | Кумано (разом з Bream, Raton, Ray та авіацією) | важкий крейсер      |        | 16°11'N 119°44'E |

Також на виставлених Guitarro мінах, ймовірно, підірвався та затонув танкер Юно-Мару (2345 тон, загинув в районі з координатами 01°00'S 104°30'E).